# Florian Ceynowa
Florian Stanisław Ceynowa (4. května 1817, Sławoszyno, Západní Prusko – 26. března 1881, Bukowiec, dnes Powiat Świecki) byl kašubský jazykovědec, spisovatel a buditel Kašubů. Po roce 1846 přijal kašubskou abecedu, spisovný jazyk a gramatiku (1879), vydal dílo o životě a historii Kašubů.
Mezi jeho nejvýznamnější díla patří spis Skôrb kaszébskosłovjnskjé mové (1866–1868), Xążeczka dlo Kaszebov przez Wojkasena (1850) a Trze rozprave przez Stanjisława, wóras Kile słov wó Kaszebach e jich zemji przez Wojkasena. — Kraków, 1850, s. 41 .